# ジロフレックス
ジロフレックス（Stoll Giroflex AG）は、スイスのコブレンツ (スイス)（英語: Koblenz, Switzerland）に本社を構える創立140年の歴史を誇るオフィスファニチャー専門メーカー。コブレンツにあるプラスチックメーカー「Espisa AG」もジロフレックスグループの一員である。

## 概要

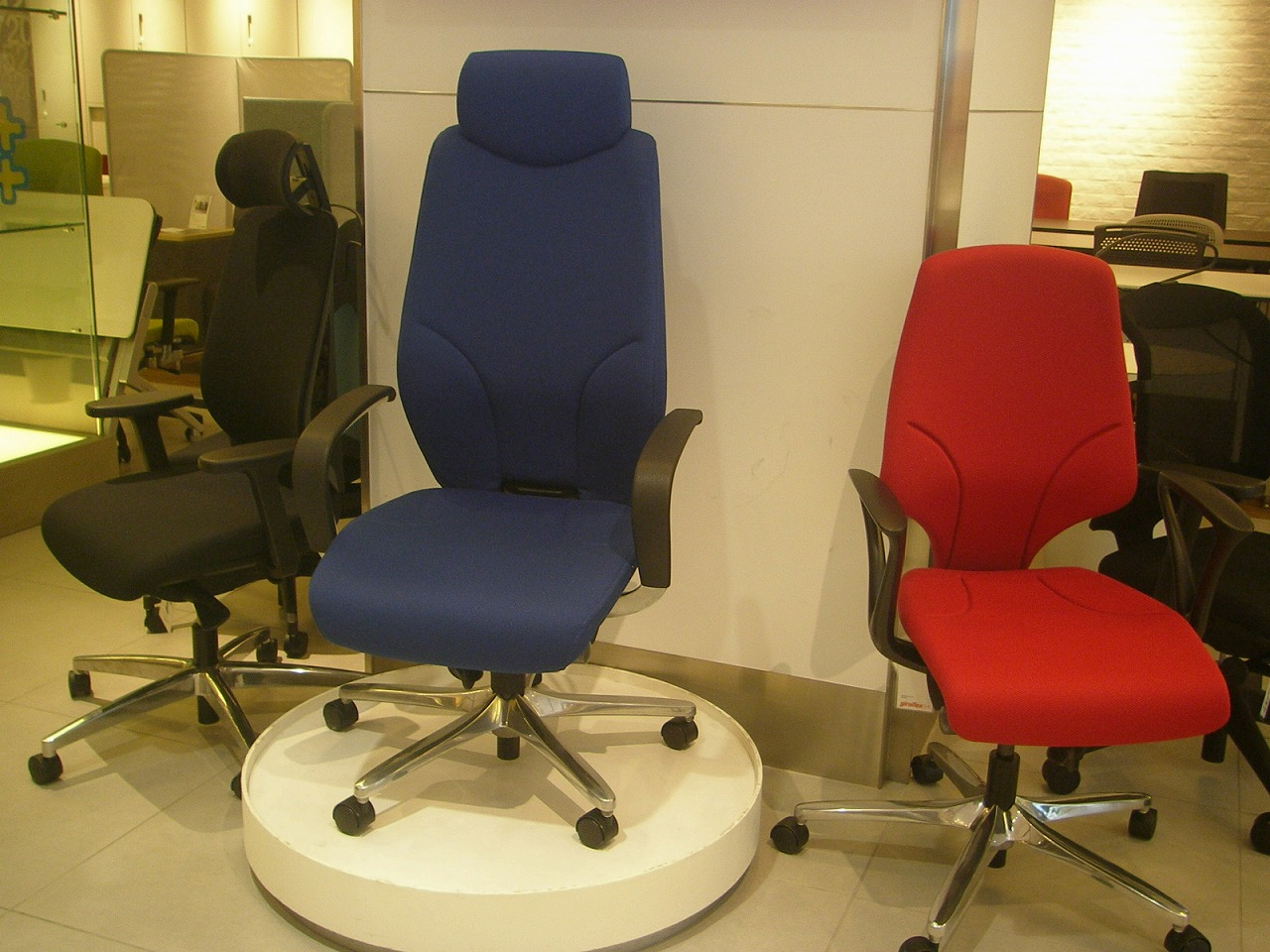
ジロフレックス製チェア（PLUS株式会社ショールーム）

1872年にアルバート・ストールがコブレンツにカフェやホテルや店鋪向けの曲げ木製の椅子を作る会社として創業。1919年以降、息子のアルバート・ストール二世はオフィス向けの製品開発と生産に集中し、1926年に世界初のスプリング付き回転椅子を開発し名声を博した。1948年にブランド名の「Giroflex」（turn and flexの意）を導入。その後、1960年代初頭よりいち早くエルゴノミクス思想を取り入れた製品を開発し、現在に至るまでヨーロッパを中心に高品質なオフィス用チェアを提供している。

## 著名な製品
・giroflex64
・giroflex68
・giroflex434
・giroflex33,giroflex63,giroflex 44,giroflex82（パサール）,giroflex83（ブラサ）

## ジロフレックス社の為に働く外部デザイナー
Paolo Fancelli

Carmen und Urs Greutmann

Walser Design